# Aleochara densissima
Aleochara densissima är en skalbaggsart som beskrevs av Max Bernhauer 1906. Aleochara densissima ingår i släktet Aleochara och familjen kortvingar. Inga underarter finns listade i Catalogue of Life.